# Archäologisches Museum Alicante
Das Archäologische Museum der Provinz Alicante (Spanien) (offiziell in Spanisch: Museo Arqueológica Provincial de Alicante oder MARQ) wurde in seiner heutigen Form im Jahr 2000 eingeweiht.
Fünf Säle sind verschiedenen Zeitepochen gewidmet: Prähistorie, Iberische Kultur, Römische Kultur, Mittelalter und Moderne. In drei weiteren Sälen finden Sonderausstellungen statt. Im Jahr 2004 erhielt es nach dem Guggenheim-Museum in Bilbao als zweites Museum Spaniens den Preis Europäisches Museum des Jahres.